# Хейдон, Бенджамин Роберт
Бенджамин Роберт Хейдон (англ. Benjamin Robert Haydon; 26 января 1786, Плимут, — 22 июня 1846, Лондон) — английский живописец и график, последователь романтизма, заметная и в известном роде одиозная фигура среди лондонских художников конца георгианской эпохи, автор мемуаров; мастер исторической картины, также работал как портретист.

## Жизнь и творчество
Хейдон родился в Плимуте. Был единственным сыном в семье. С шести лет он обучался в средней школе Плимута, а с двенадцати — в средней школе Плимптона. В 1804 году Б. Хейдон поступает для обучения искусствам в Королевскую Академию художеств в Лондоне. Через три года, на академической выставке картина «Мария и Иосиф» принесла молодому художнику первую известность. Однако, в связи с тем, что в финансовом отношении дела Б. Хейдона были расстроены, в 1826—1827 годах он подвергается тюремному заключению за долги. В виде некоторой компенсации за тяжесть пребывания в тюрьме, Хейдону разрешалось в камере рисовать. Здесь им были созданы некоторые известные его полотна (например, «Заседание членов общества» («The chairing of the members») в стиле Уильяма Хогарта).
Уже в ранний период своего творчества Б. Хейдон выработал свой собственный, особый стиль рисунка, который пользовался успехом у ценителей живописи. Несколько полотен художника были приобретены королём Великобритании Георгом IV, заплатившим за одно из них 500 гиней. Тем не менее Б. Хейдон так и не смог выпутаться из долгов и в 60-летнем возрасте покончил с собой.

## В культуре
- Образ Бенджамина Хейдона воплотил английский актёр Мартин Сэвидж[англ.] в фильме 2014 года «Уильям Тёрнер» (англ. Mr. Turner).

## Галерея

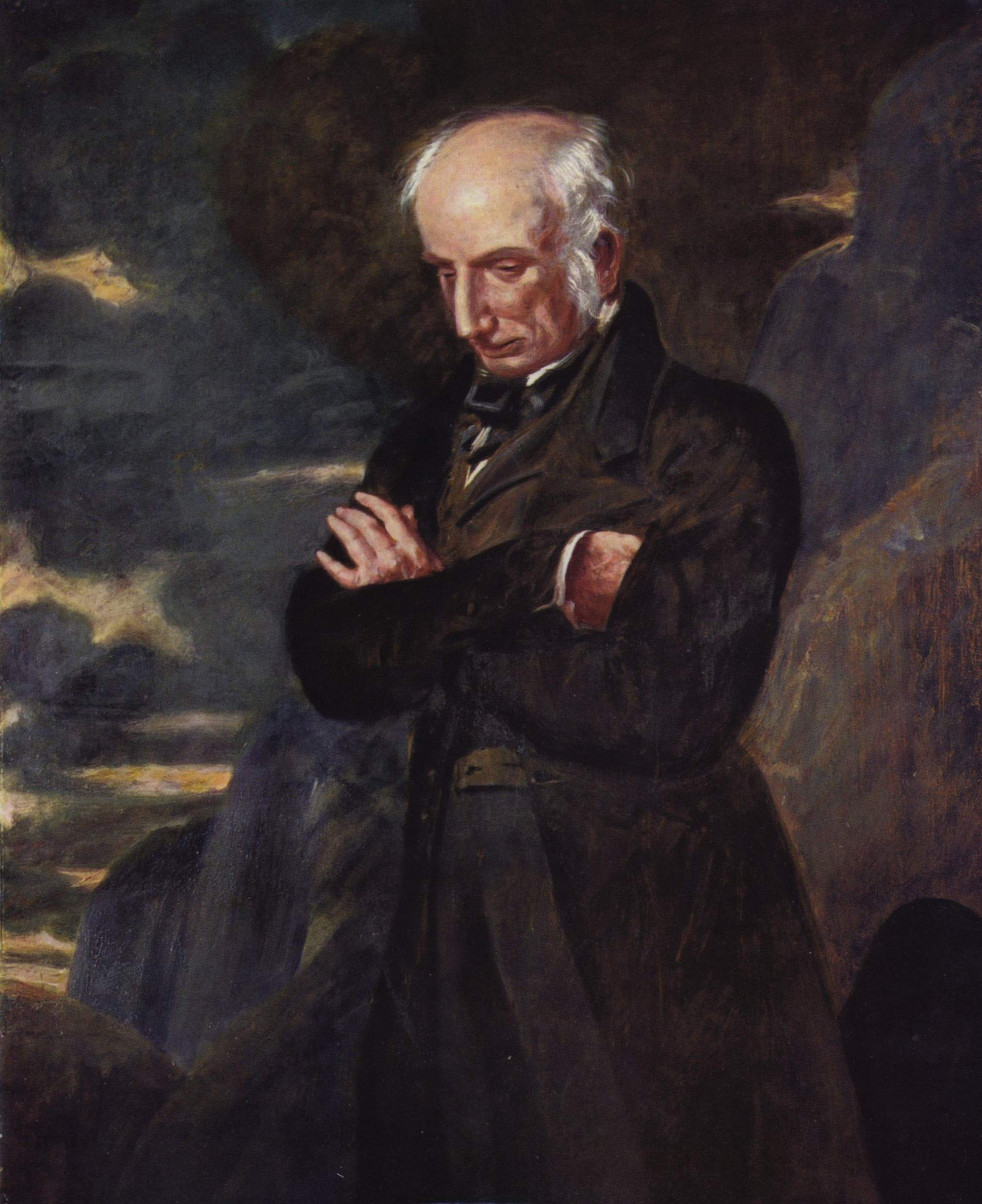
Портрет Вильяма Вордсворта
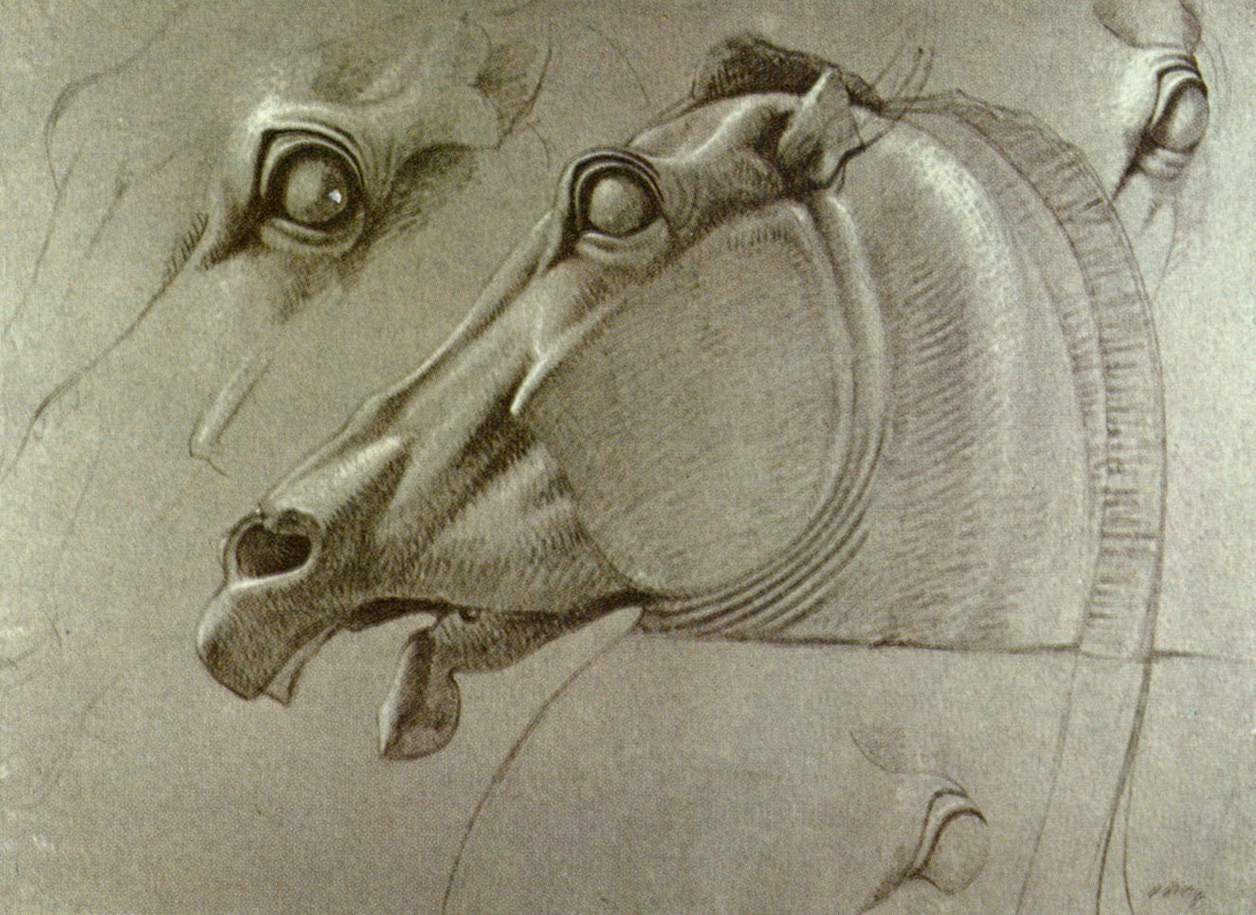
Изображение головы лошади Селены
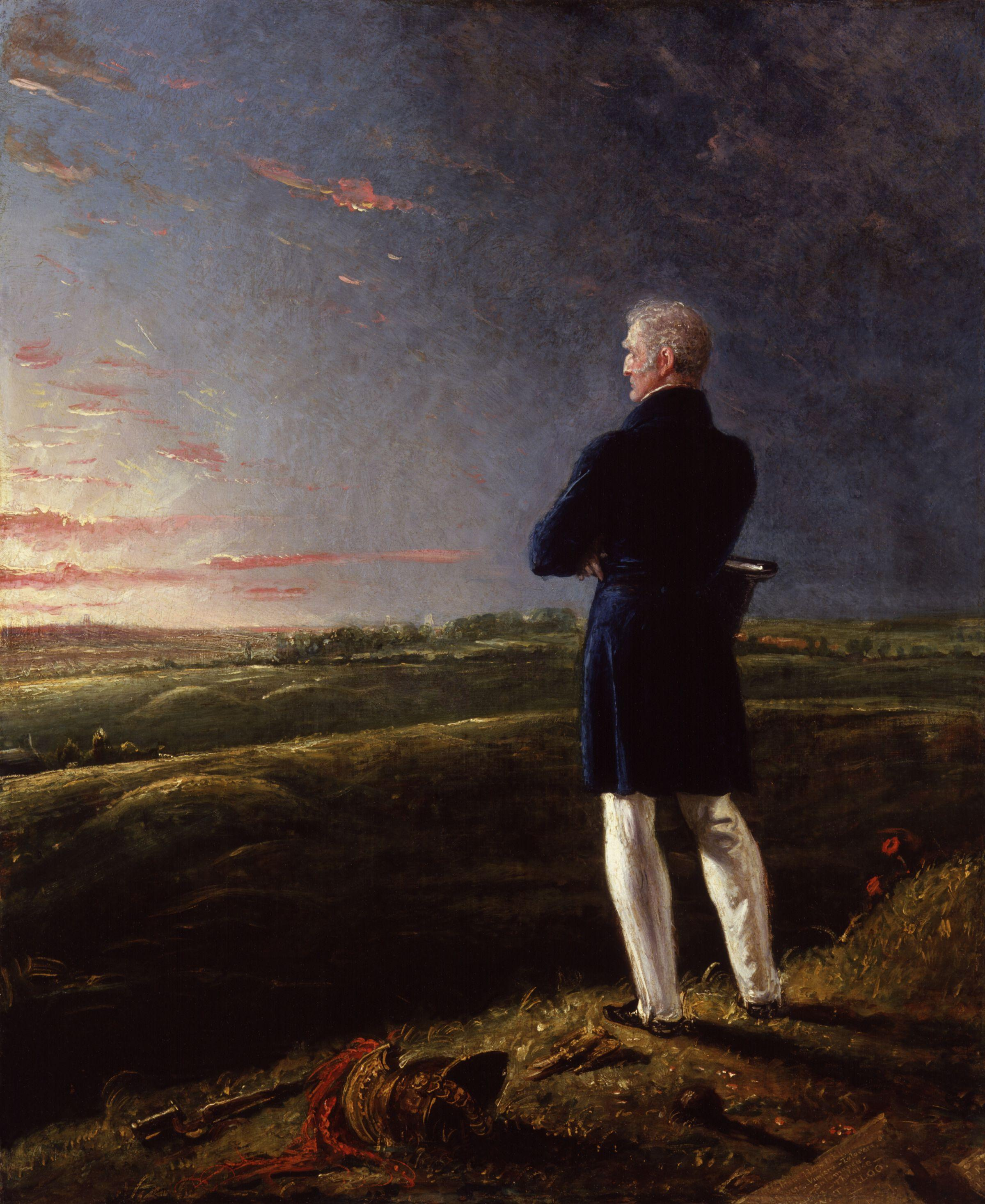
Портрет Артура Уэлсли, герцога Веллингтона
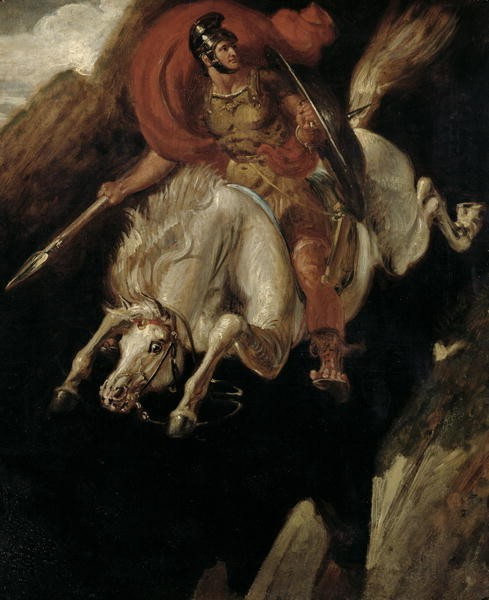
Подвиг Марка Курция
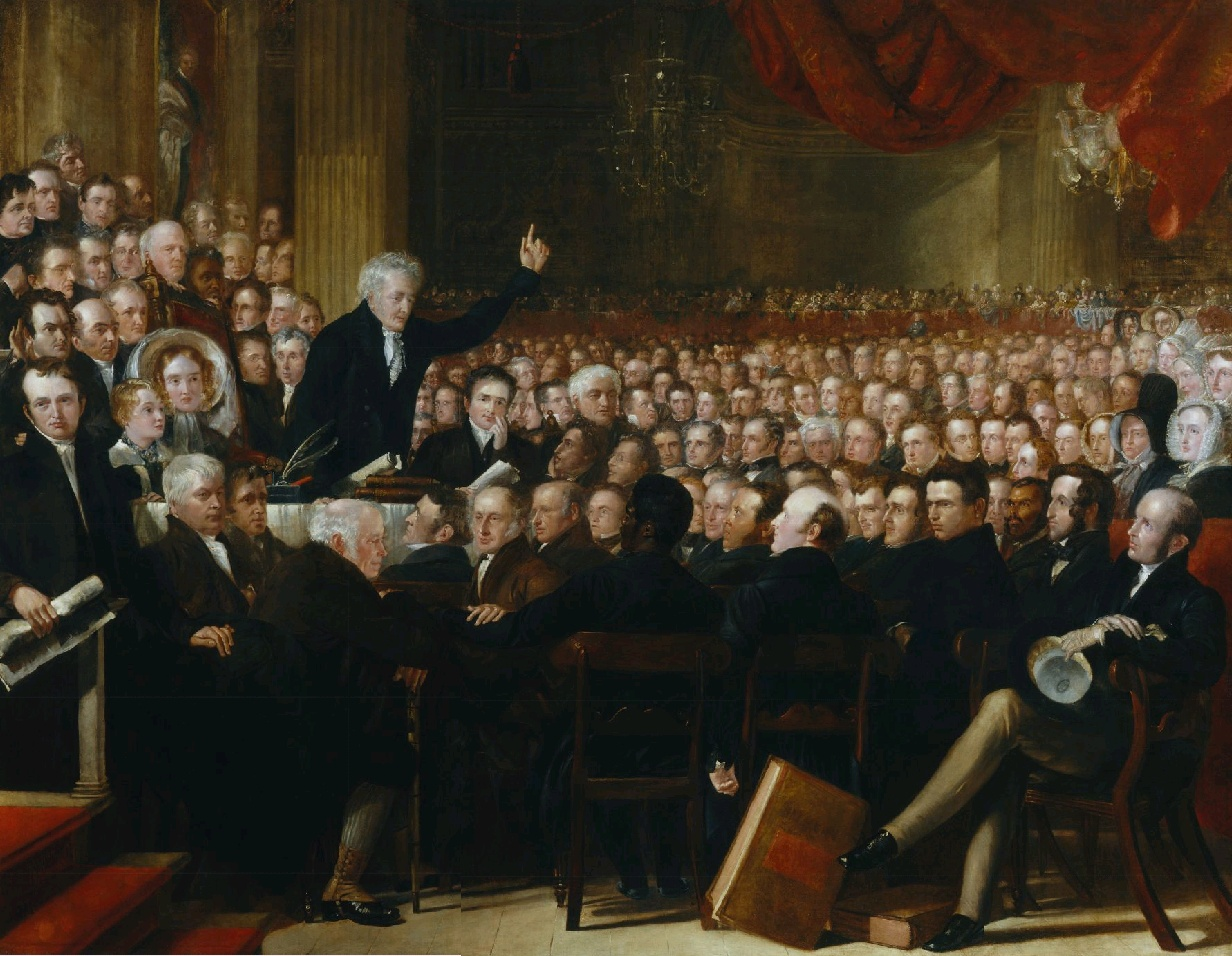
Против рабства (1841)
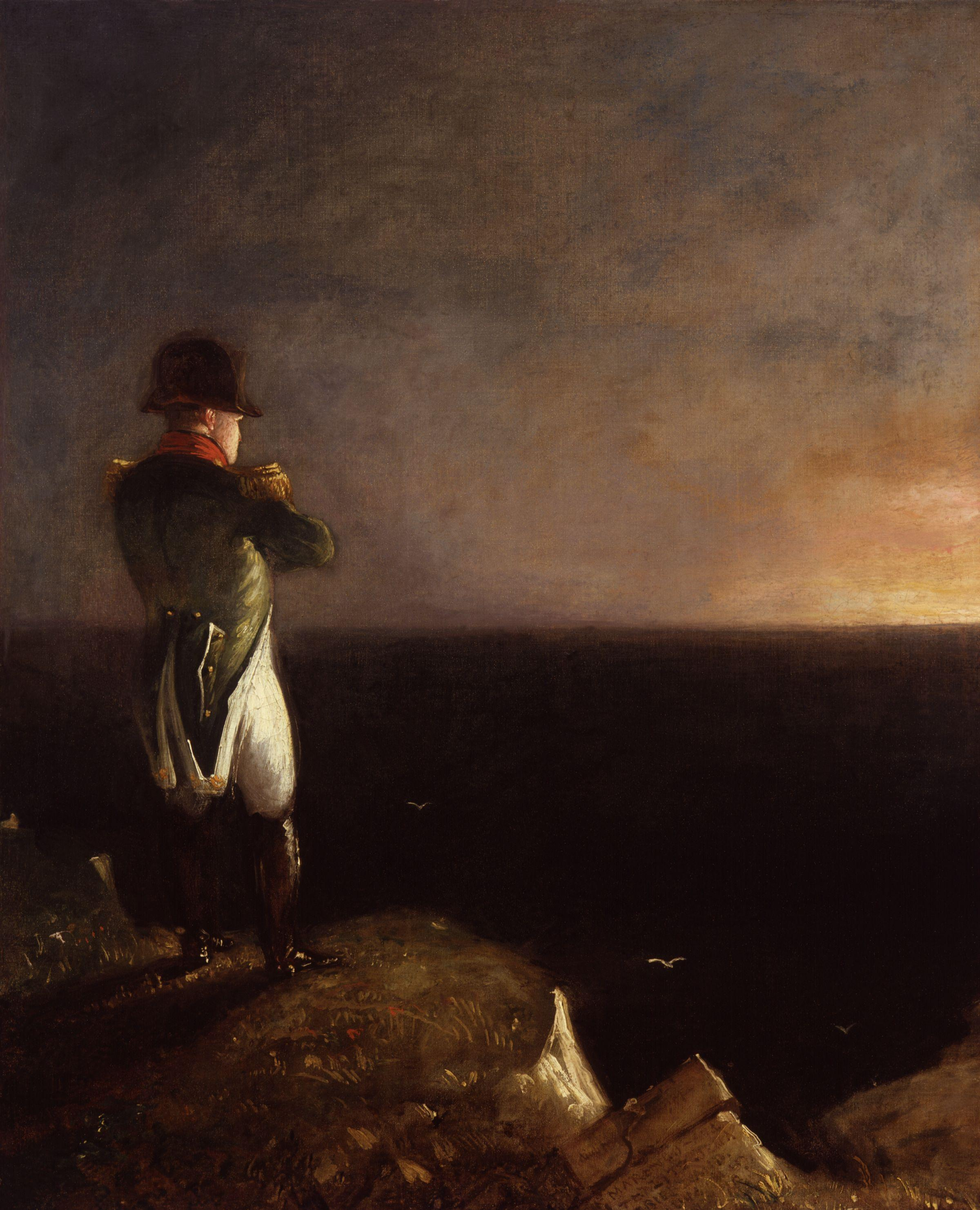
Наполеон Бонапарт